# ギターの方法
『ギターの方法』は、スペインのギタリスト・作曲家のフェルナンド・ソルによって執筆されたギター教則本。
原題は「Méthode pour la Guitare, par Ferdinand Sor」。
初版は1830年にパリで、フランス語で出版された。